# 澁谷智子
澁谷 智子（しぶや ともこ、1974年 - ）は、日本の社会学者、成蹊大学教授。専門は社会学。社会福祉のほか、手話やヤングケアラーについても研究している。

## 来歴
1993年聖心女子学院高等科卒業。1998年東京大学教養学部比較日本文化論分科卒業。2000年ロンドン大学ゴールドスミス校大学院社会学部修士課程修了。東京大学大学院総合文化研究科超域文化科学専攻比較文学比較文化コース修士課程・博士課程で学ぶ。2008年「聞こえない親を持つ聞こえる人々 文化の中で自己の語りはどう作られるのか」で博士（学術）の学位を取得。
2012年成蹊大学文学部現代社会学科専任講師、2014年同准教授、2020年同教授。

## 著書
- 『Weis & Schwarz』東洋出版, 2003.5
- 『コーダの世界 手話の文化と声の文化』(シリーズケアをひらく) 医学書院, 2009.10
- 『ヤングケアラー 介護を担う子ども・若者の現実』中公新書 2018.5
- 『ヤングケアラーって何だろう？』ちくまプリマー新書、2022

### 編著
- 『女って大変。 働くことと生きることのワークライフバランス考』編著. 医学書院, 2011.11
- 『ヤングケアラーわたしの語り 子どもや若者が経験した家族のケア・介護』編. 生活書院, 2020.10

翻訳
- ポール・プレストン『聞こえない親をもつ聞こえる子どもたち ろう文化と聴文化の間に生きる人々』井上朝日共訳. 現代書館, 2003.4